# Giffre
Pour les articles homonymes, voir Giffre (homonymie).
Le Giffre est une rivière française de Haute-Savoie (torrent), en région Auvergne-Rhône-Alpes, et un affluent droit de l'Arve, donc un sous-affluent du Rhône.
Le Giffre est une des rivières proportionnellement les plus abondantes de France. La lame d'eau écoulée dans le bassin versant de la rivière est de 1 810 millimètres annuellement, ce qui est extrêmement élevé, environ six fois la moyenne française, et résulte des précipitations abondantes sur les Préalpes du nord, dont le massif du Giffre.

## Géographie
De 46,5 km de longueur, il prend ses sources dans le cirque du Bout du monde, à 1 080 m d'altitude, près du cirque du Fer-à-Cheval, au pied du mont Ruan. Il rejoint l'Arve, dont il est le principal affluent, après Marignier, à 460 m d'altitude. C'est le dernier cours d'eau préalpin à proposer des secteurs en tresses très développés. Il existe deux Giffres :
- le Giffre proprement dit, parfois appelé Giffre Haut ;
- le Giffre des Fonds (source au Cirque des Fonts).

Les deux Giffres confluent sur la partie amont du bassin, sur la commune de Sixt-Fer-à-Cheval, en amont direct de l'entrée des gorges des Tines.

### Communes et cantons traversés
Dans le seul département de la Haute-Savoie (74), le Giffre traverse les onze communes suivantes, de l'amont vers l'aval, de Sixt-Fer-à-Cheval (source), Samoëns, Verchaix, Morillon, La Rivière-Enverse, Taninges, Mieussy, Saint-Jeoire, Marignier, Vougy (confluence).
Soit en termes de cantons, le Giffre prend source dans le canton de Cluses, conflue dans le canton de Bonneville, le tout dans l'arrondissement de Bonneville.

### Bassin versant
Le Giffre traverse les zones hydrographiques V010, V011, V012, V013, V014, V015 pour une superficie totale de 455 km2.
Ce bassin versant est constitué à 84,26 % de « forêts et milieux semi-naturels », à 12,71 % de « territoires agricoles », à 3,00 % de « territoires artificialisés », à 0,06 % de « surfaces en eau », à 0,02 % de « zones humides ».

### Organisme gestionnaire
Le Syndicat Intercommunal à Vocation Multiples du Haut-Giffre SIVM HG et la communauté de communes des quatre rivières ont délégué par le Contrat de Rivière Giffre et Risse, la maitrise d'ouvrage au SM3A ou Syndicat d'aménagement de l'Arve et de ses affluents.

## Affluents

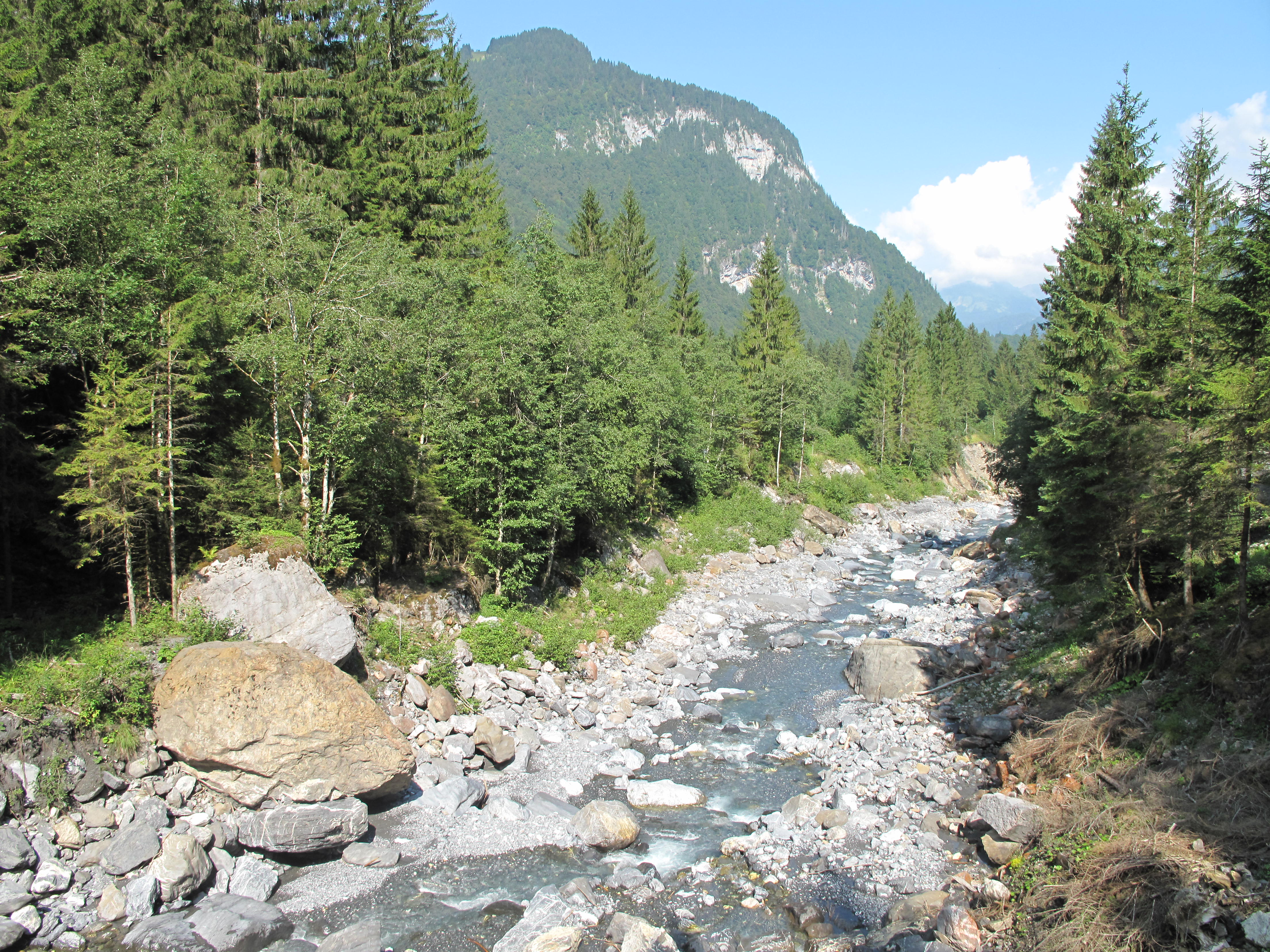
Vue vers l'aval du Giffre des Fonts depuis le pont de Sales.

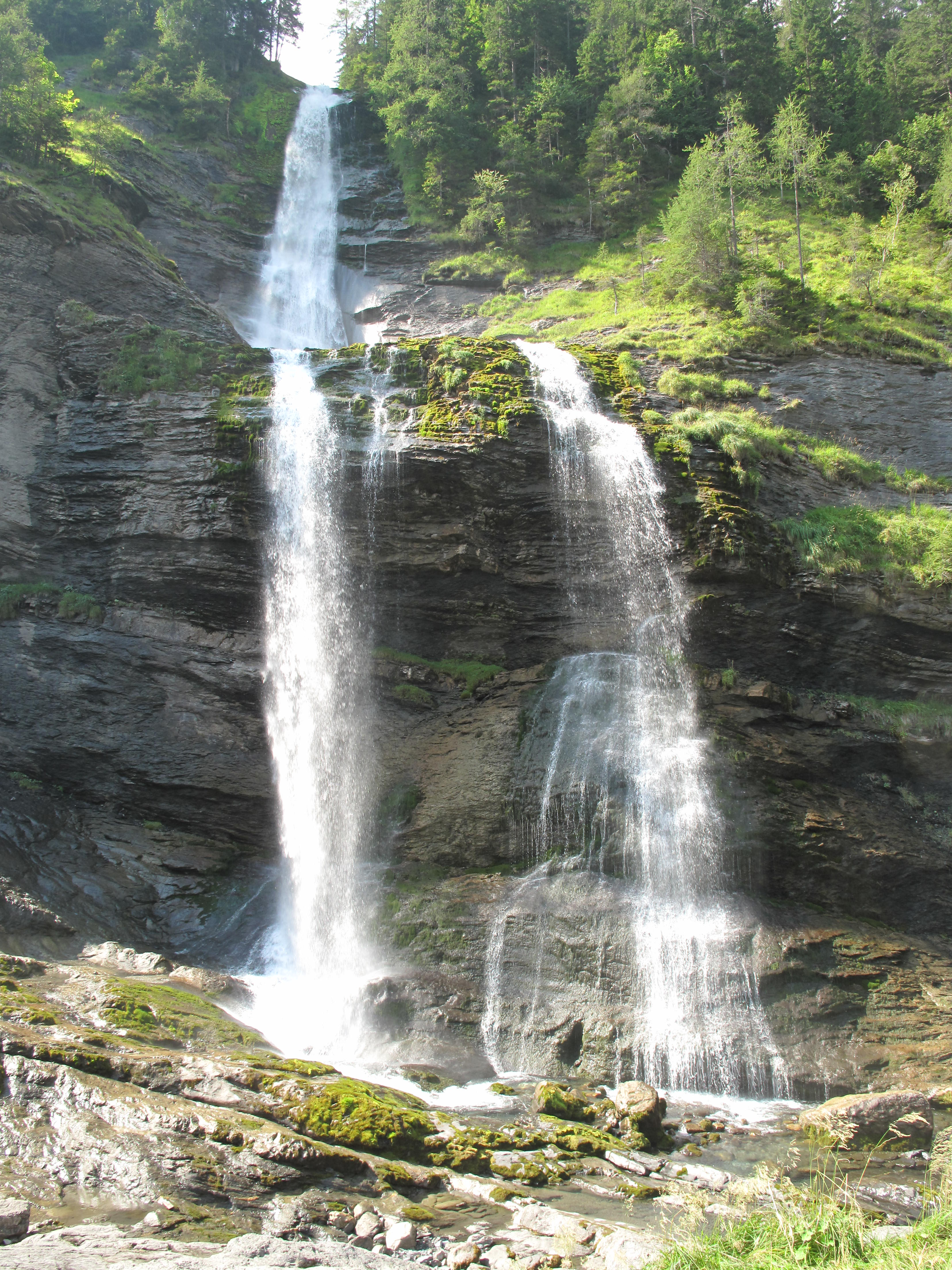
Cascade du Rouget près de Sixt-Fer-à-Cheval.

Le Giffre a vingt-sept affluents référencés :
- Les Lanchettes (rd[note 1]), 1,1 km sur la seule commune de Sixt-Fer-à-Cheval.
- le torrent des Enclaves (rd), 2,5 km sur la seule commune de Sixt-Fer-à-Cheval avec un affluent :
  - le torrent de Trécolet (rd), 2 km sur la seule commune de Sixt-Fer-à-Cheval.
- le torrent du Liaret (rg), 1,6 km sur la seule commune de Sixt-Fer-à-Cheval.
- le torrent du Chalet Chermant (rg), 1,4 km sur la seule commune de Sixt-Fer-à-Cheval.
- le torrent Elisabeth (rg), 1,5 km sur la seule commune de Sixt-Fer-à-Cheval.
- la Méridienne (rg), 2 km sur la seule commune de Sixt-Fer-à-Cheval.
- la Pierrette (rg), 1,8 km sur la seule commune de Sixt-Fer-à-Cheval.
- le torrent du Piton (rd), 1,2 km sur la seule commune de Sixt-Fer-à-Cheval.
- le Nant des Joathons ou ruisseau du Folly (rg), 3,2 km sur la seule commune de Sixt-Fer-à-Cheval, avec deux affluents :
  - le ravin des Lanches (rg), 1,3 km sur la seule commune de Sixt-Fer-à-Cheval.
  - le Nant des Pères (rg), 3,1 km sur la seule commune de Sixt-Fer-à-Cheval.
- la Combe Nant de Saillet (rg), 2,8 km sur la seule commune de Sixt-Fer-à-Cheval.
- le torrent de Salvadon (rd), 5,3 km sur la seule commune de Sixt-Fer-à-Cheval.
- le Nant du Dard (rg), 2,7 km sur la seule commune de Sixt-Fer-à-Cheval. avec un affluent :
  - les Nant des Praz (rd), 2,7 km sur la seule commune de Sixt-Fer-à-Cheval.
- le Nant de la Rose (rd), 1,8 km sur la seule commune de Sixt-Fer-à-Cheval.
- le Nant du Saugy ou Nant des Pantets (rg), 2,4 km sur la seule commune de Sixt-Fer-à-Cheval.
- le torrent du Vivier (rg), 3 km sur la seule commune de Sixt-Fer-à-Cheval.
- le torent de Nafond (rg), 1,1 km sur la seule commune de Sixt-Fer-à-Cheval.
- le Giffre des Fonds ou Giffre des Fonts (rg), 10,6 km sur la seule commune de Sixt-Fer-à-Cheval avec six affluents
- le Nant Sec (rg), 1,7 km sur les deux communes de Samoëns et Sixt-Fer-à-Cheval.
- le Nant d'Ant (rg), 5,9 km sur la seule commune de Samoëns avec un affluent :
  - le ruisseau de la Joux de Lévy (rd), 1,7 km sur la seule commune de Samoëns avec un affluent :
    - le ruisseau de la Socqua (rd), 2,3 km sur la seule commune de Samoëns.
- le Clévieux (rd), 7,8 km sur la seule commune de Samoëns avec un affluent :
  - les Landes ou le torrent d'Oddaz (rg), 5,8 km sur la seule commune de Samoëns.
- le Torrent du Verney (rg), 6,2 km sur les deux communes de Morillon et Samoëns, avec un affluent :
  - le ruisseau de la Cuttaz, 3,6 km sur les trois communes de Araches-la-Frasse, Morillon et Samoëns avec un affluent :
    - le Nant Taffon, 3,6 km sur la seule commune de Morillon.
- le ruisseau de Lachat (rd), 6,5 km sur les deux communes de Morillon et Samoëns, avec un affluent :
  - la Valentine, 6,5 km à la limite des deux communes de Verchaix et Samoëns, avec un affluent :
    - le ruisseau du Pionet, 2 km sur les deux communes de Verchaix et Samoëns.
- le ruisseau des Verneys (rg), 5,3 km sur les trois communes de Morillon (source), La Rivière-Enverse, Taninges (confluence).
- le Foron (rd), de Taninges 12,7 km avec sept affluents sur quatre communes et de rang de Strahler cinq par l'Arpettaz 8,2 km.
- le Foron (rd), de Mieussy, 8,4 km sur la seule commune de Mieussy.
- le Risse (rd), 18,3 km sur cinq communes avec neuf affluents et de rang de Strahler trois.
- le ruisseau de Nantillet (rg), 2,4 km sur les deux communes de Marignier (confluence) et Thyez (source).

Donc son rang de Strahler est de six.
Sans oublier les centaines de cascades du Cirque du Fer-à-Cheval.

## Hydrologie

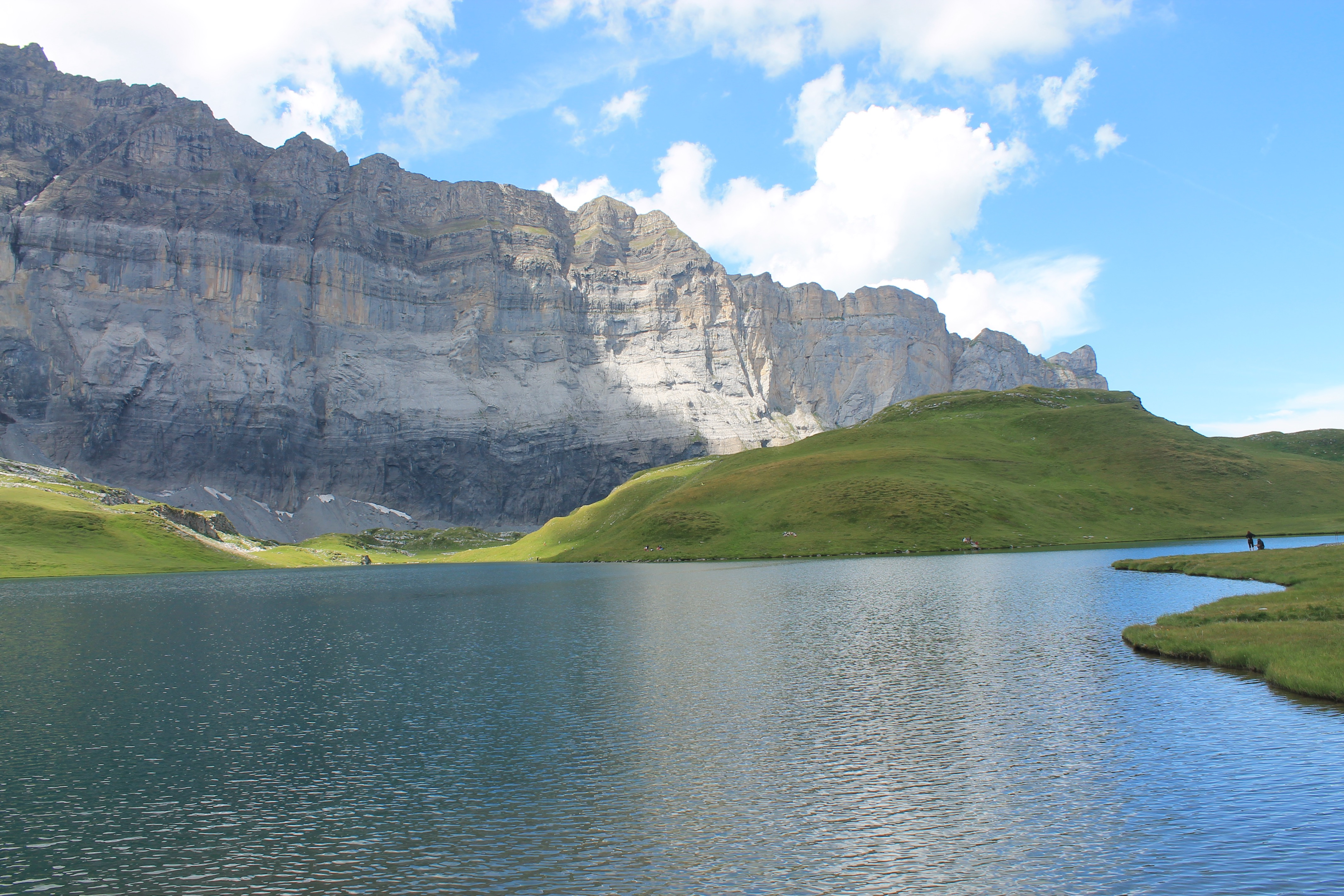
Rochers des Fiz et lac d’Anterne en août 2016.

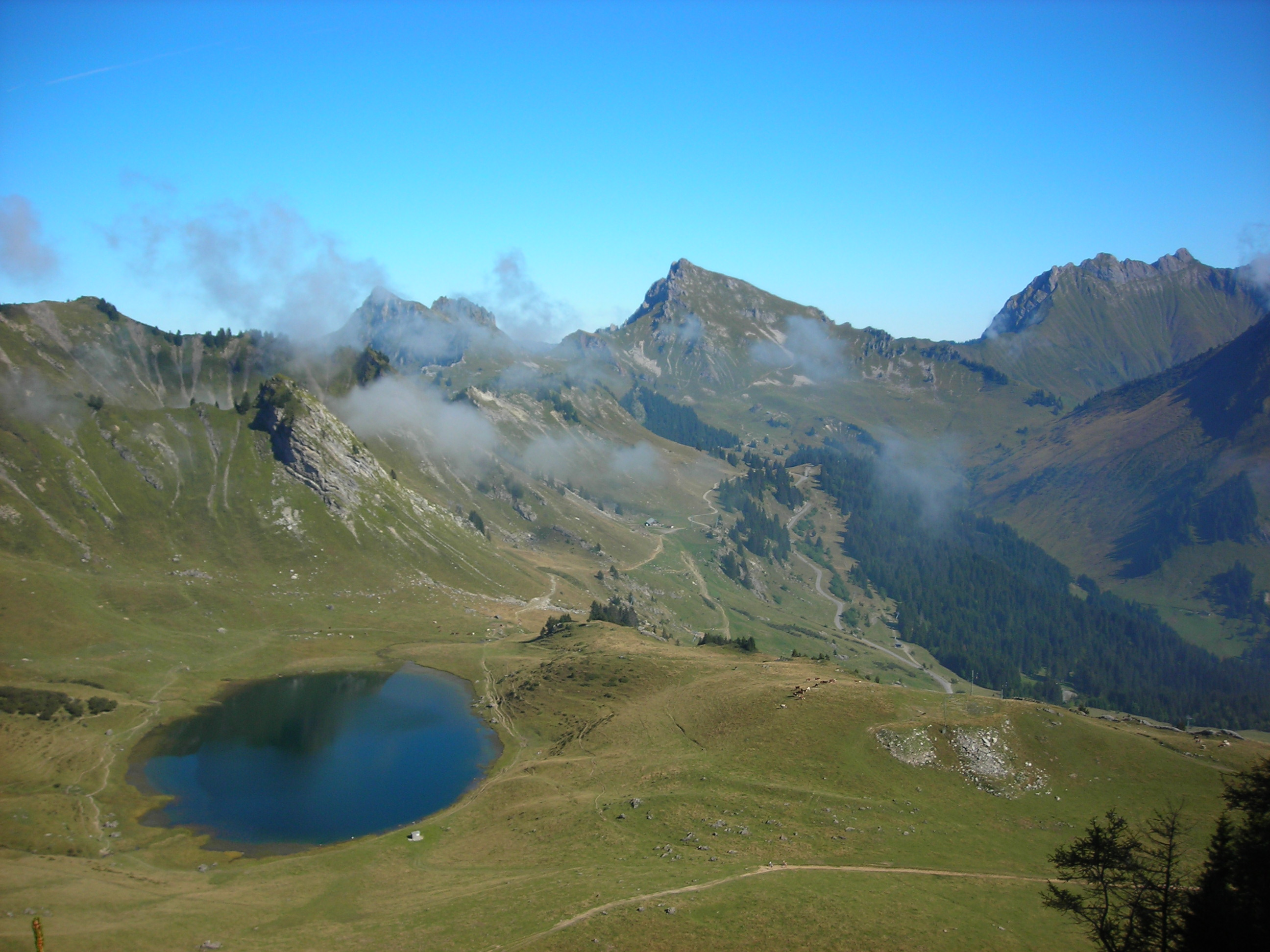
Lac de Roy à Taninges dans le bassin versant du Foron.

Le Giffre a été observé aux deux stations hydrologiques de V0144010 Le Giffre à Taninges (Pressy), et V0154010 le Giffre (giffre) à Marignier (Plan Séraphin), à 525 m d'altitude, pour un bassin versant de 441 km2.

### Le Giffre à Taninges
Le module du Giffre a été calculé durant une période de 65 ans (1948-2012) à Taninges au lieu-dit « Pressy », à 615 m d'altitude. Il se monte à 18,6 m3/s pour une surface de bassin de 325 km2, soit 75 % de la totalité du bassin de 455 km2.
La rivière présente des fluctuations saisonnières de débit typiques d'un régime essentiellement nival avec une légère composante pluviale. Les hautes eaux se déroulent au printemps et au début de l'été, et sont dues à la fonte des neiges ; elles portent le débit mensuel moyen au niveau de 29 à 38 m3/s de mai à juillet inclus (avec un maximum en juin), et sont suivies d'une baisse progressive avec un bref plateau d'automne en octobre-novembre (dû aux pluies de saison). L'étiage a lieu en hiver et va de décembre à début mars, entraînant une baisse du débit moyen mensuel jusqu'à un minimum de 8,19 m3/s au mois de janvier.

### Étiage ou basses eaux
À l'étiage, le VCN3 peut chuter jusque 2,20 m3/s, en cas de période quinquennale sèche, ce qui reste assez confortable.

### Crues
Les crues peuvent être assez importantes. Les QJX 2 et QJX 5 valent respectivement 120 et 160 m3/s. Le QJX 10 ou débit journalier calculé de crue décennale est de 180 m3/s, le QJX 20 de 210 m3/s, tandis que le QJX 50 se monte à 240 m3/s.
Le débit journalier maximal enregistré à Taninges durant cette période a été de 270 m3/s le 22 septembre 1968. En comparant cette valeur à l'échelle des QJX de la rivière, on constate que cette crue était supérieure au niveau de crue cinquantennale calculé par le QJX 50, et donc exceptionnelle.

### Lame d'eau et débit spécifique
Le Giffre est une des rivières proportionnellement les plus abondantes de France. La lame d'eau écoulée dans le bassin versant de la rivière est de 1 810 millimètres annuellement, ce qui est extrêmement élevé et résulte des précipitations abondantes sur les préalpes du nord, dont le massif du Giffre. Le débit spécifique (Qsp) se monte ainsi à 57,3 litres par seconde et par kilomètre carré de bassin.

## Économie
Au XXe siècle, l'industrie électrochimique se sert de la force du Giffre, via la croissance rapide d'Ugine aciers, qui a produit la moitié de l'acier inox français, et qui est le résultat de la fusion de plusieurs sociétés de Savoie et Haute-Savoie.